# Таллинское высшее военно-политическое строительное училище

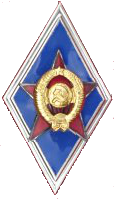
Нагрудный знак,
ВС СССР,
за окончание военно-учебного заведения — высших военных училищ и военных институтов.

Та́ллинское вы́сшее военно-полити́ческое строи́тельное учи́лище (ТВВПСУ) — одно из военных учебных заведений в системе военного образования Министерства обороны СССР. Располагалось в Таллине (Эстонская ССР) в районе Пирита — Козе.
Образовано 18 августа 1979 года на материальной базе 64-х курсов политического состава Сухопутных войск, расформировано в 1993 году.
В учебном заведении готовили офицеров-политработников для военно-строительных частей, а также дорожных и железнодорожных войск СССР. Срок обучения 4 года. По окончании училища присваивалось воинское звание лейтенанта, квалификация офицера с высшим военно-политическим образованием и вручался диплом общесоюзного образца. Согласно гражданской специализации присваивалась квалификация по специальности «Учитель истории СССР и обществоведения». В военно-политические училища принимались военнослужащие срочной и сверхсрочной службы, а также находящиеся в запасе, выпускники Суворовских военных училищ и Нахимовского военно-морского училища, прапорщики и мичманы, гражданская молодёжь, имеющие общее среднее образование, из числа членов и кандидатов в члены КПСС и комсомольцев, проявивших желание и годных по состоянию здоровья для службы в Вооружённых Силах СССР (ВС СССР). За годы существования училище подготовило и выпустило 2 290 лейтенантов.

## История
- Создано по постановлению Совета Министров СССР от 18 августа 1979 года № 785—238.
- Сформировано по приказу Министра обороны СССР в апреле 1980 года; в посёлке Ягала Эстонской ССР на базе 64-х курсов политического состава Сухопутных войск.
- 30 октября 1980 года Таллинскому высшему военно-политическому строительному училищу вручено Боевое Знамя.
- Первым начальником училища был назначен генерал-майор Василий Иванович Гнездилов, а начальником политического отдела полковник Ф. П. Кораблев.
- После восстановления Эстонией независимости в декабре 1991 года был получен приказ о расформировании училища.
- 28 апреля 1992 года произведён последний выпуск офицеров училищем, остальные 700 курсантов переведены в военно-учебные заведения на территории Российской Федерации.
- 21 июня 1992 года эстонская военизированная организация «Кайтселийт» совершила вооружённый бандитский налёт на один из учебных центров училища с целью его захвата[источник не указан 759 дней].
- Несмотря на активное противодействие эстонских властей[источник не указан 759 дней], большая часть материальной базы училища была эвакуирована в Россию или передана в воинские части Северо-Западной группы российских войск.
- В июне 1992 года Боевое Знамя училища передано в музей[источник не указан 759 дней], приказ о завершении расформирования училища подписан 25 апреля 1993 года.

## Деятельность
Местоположение
- 1.Эстония. Харьюский район Ягала
- 2.Эстония Таллин Козе

- Первый набор курсантов был завершён к 25 августа 1980 года.
- Первый выпуск состоялся в 1984 году.
- Училище готовило заместителей командиров рот по политической части для подразделений военно-строительных частей ВС СССР
- Большинство выпускников училища направлялись в военно-строительные части

Структура училища
Управление
- 1. Начальник училища
- 2. Заместители начальника училища
- 3. Учебный отдел
- 4. Политический отдел
- 5. Отдел кадров
- 6. Строевой отдел
- 7. Финансовый отдел
- 8. Служба РАВ
- 9. Службы вещевого и продовольственного снабжения, ГСМ
- 10. Квартирно-эксплуатационное отделение
- 11. Автомобильная служба

Кафедры
- 1. Тактики и общевоинских дисциплин.
- 2. Иностранных языков.
- 3. Истории КПСС.
- 4. Военной педагогики и психологии.
- 5. Организация, экономика, технология военно-строительных работ.
- 6. ППР (Партийно-политическая работа).
- 7. Философии.
- 8 Политэкономии.
- 9. Инженерных конструкции.
- 10. Воинские здания и спец сооружения.
- 11. Научный коммунизм.
- 12. Физподготовки и спорта
- 13. Военно технических дисциплин

Подразделения обеспечения и обслуживания
- 1. Оркестр
- 2. БОУП
- 3. Медицинская служба
- 4. Лаборатория ТСО

## Начальники училища
- 1979—1987 — генерал-майор Гнездилов, Василий Иванович
- 1987—1991 — генерал-лейтенант Аунапу, Евгений Михайлович (1934—1999)
- 1991—1992 — полковник Бачин, Борис Алексеевич (ВРИО начальника училища)

## Заместители начальника училища
- 1980—1982 — Остролуцкий, Дмитрий Кузьмич
- 1982—1991 — Вишневский, Валерий Валерьянович
- 1991—1992 — Поршнев, Сергей Георгиевич
- Плотников, Валентин Фёдорович (заместитель начальника училища по вооружению)
- Поливанчук, Владимир Ильич (заместитель начальника училища по МТО)
- 1980—1981 — Романовский, Владимир Григорьевич (начальник политотдела училища)
- 1981—1987 — Кораблев Федор Павлович (начальник политотдела училища)
- 1988—1991 — Аксенов, Владимир Александрович (начальник политотдела училища)

## Преподаватели
Кафедра тактики и общевоинских дисциплин
- Рудаков, Олег Михайлович — начальник кафедры
- Шалашкевич, Василий Иванович — начальник кафедры

Кафедра истории КПСС
- Фокин, Василий Васильевич — начальник кафедры

Кафедра военной педагогики и психологии
- Девицкий, Альберт Федорович — начальник кафедры
- Лидия Кылвартподполковник Репов

## Выпускники
- Алар Ланеман, бригадный генерал[1]

Андрес Вальме
- Панчук Игорь Петрович